# Sandro Moggi
Sandro Moggi (* 30. Dezember 1982) ist ein ehemaliger Schweizer Eishockeyspieler, der zwischen 2007 und 2016 bei den SCL Tigers unter Vertrag stand. Sein Zwillingsbruder Claudio Moggi war ebenfalls Eishockeyspieler.

## Karriere
Sandro Moggi begann seine Karriere als Eishockeyspieler bei den Rapperswil-Jona Lakers, für deren Profimannschaft er in der Saison 2001/02 sein Debüt in der Nationalliga A gab. In den folgenden fünf Jahren war der Angreifer für die GCK Lions in der Nationalliga B aktiv und kam parallel regelmäßig für deren Kooperationspartner ZSC Lions in der Nationalliga A zum Einsatz. Zur Saison 2007/08 wurde er vom SC Bern verpflichtet, für den er zehn punktlose Spiele in der NLA bestritt. Parallel lief er für den Young-Sprinters Hockey Club in der NLB auf. Noch während der laufenden Spielzeit wechselte er innerhalb der NLA zu den SCL Tigers, bei denen er bis 2016 Stammspieler war.
Nach der Saison 2015/16 beendete er seine Karriere.

## Erfolge und Auszeichnungen
- 2015 Meister der National League B mit den SCL Tigers

## NLA-Statistik
(Stand: Ende der Saison 2011/12)